# Rafael Tavares
Rafael Brandão Scaquetti Tavares, (Campo Grande, 12 de dezembro de 1984) é um político brasileiro, filiado ao Partido Liberal (PL). Foi deputado estadual por Mato Grosso do Sul entre 2023 e 2024.

## Histórico

### Decisão do TRE-MS pela cassação do mandato
Em abril de 2023, o TRE-MS decidiu pela cassação do mandato de Rafael Tavares em razão da fraude eleitoral cometida pelo PRTB, que nas eleições estaduais de 2022 não cumpriu a cota de gênero. Da decisão coube recurso ao Tribunal Superior Eleitoral, que cassou seu mandato em fevereiro de 2024.

### Condenação por crimes de ódio
Rafael Tavares foi o primeiro denunciado por crimes de ódio no Mato Grosso do Sul. Em 11 de setembro de 2023 foi condenado a 2 anos e 4 meses de prisão por incitar ódio contra negros, gays, japoneses e indígenas em uma publicação de 30 de setembro de 2018 no Facebook. Na decisão judicial, o juiz consignou que Tavares demonstra "repulsiva banalização aos horrores vivenciados por grupos perseguidos na Alemanha nazista", e que deve ser rechaçada em respeito as milhares de vítimas do holocausto e seus familiares.
Nas redes sociais, Tavares declarou que fez uma "piada irônica" e que "o Brasil vive uma ditadura", pois estaria sendo perseguido por se opor ao Partido dos Trabalhadores.

## Desempenho eleitoral
| Ano  | Eleição                         | Partido      | Candidata a       | Votos  | %     | Resultado | Ref    |
| ---- | ------------------------------- | ------------ | ----------------- | ------ | ----- | --------- | ------ |
| 2020 | Municipais de Campo Grande      | Republicanos | Vereador          | 3.403  | 0,82% | Suplente  | [ 11 ] |
| 2022 | Estaduais em Mato Grosso do Sul | PRTB         | Deputado estadual | 18.224 | 1,28% | Eleito    | [ 12 ] |